# Javier Cámpora
Javier Edgardo Cámpora Bustamante (Rosario, Provincia de Santa Fe, Argentina, 7 de enero de 1980), apodado "Cachorro", es un exfutbolista argentino que jugaba de delantero y su último equipo fue el PAE Veria de Grecia.
El "Cachorro" terminó como goleador dos veces en la Primera División de Argentina, en el Apertura 2005 con Club Atlético Tiro Federal Argentino (13 goles) y en el Clausura 2011 (11 goles) con Huracán. En ambos casos su equipo terminó en la Primera B Nacional.

## Trayectoria
Empezó jugando en Rosario Central, club con el que debutó en 1998 contra Lanús En el año 2001 pasó al Centro Atlético Fénix de Uruguay hasta el 2003, club en el cual obtuvo la Liguilla Pre-Libertadores en 2002, y le permitió competir en la Copa Libertadores 2003.
En el 2005 firmó con Deportes Concepción de Chile. En el segundo semestre del 2005 regresó a Argentina para fichar con el Club Atlético Tiro Federal Argentino. Con los Tigres se consagró líder de goleo en el Apertura 2005 al realizar 13 tantos, lo que hizo despertar el interés de clubes mexicanos. 
Debutó en la Primera División de México con Cruz Azul en el Apertura 2006; en el año 2007 jugó para Jaguares de Chiapas, siendo Subcampeón de goleo en el Clausura 2007 al realizar 10 anotaciones; de cara al Clausura 2008 fue cedido al Club Puebla. Para el Apertura 2008 retornó a Chiapas, pero para jugar con Jaguares B, cuadro filial de Jaguares de Chiapas en la Primera División 'A'. Después de disputar tres partidos y marcar tres goles, fue separado del plantel luego de buscar su incorporación al Racing Club de Argentina. 

### Colo-Colo
El 20 de julio del 2010, se confirmó su contratación en Colo-Colo de la Primera División de Chile. Realizó su debut con el club, el 8 de agosto del 2010, ingresando en el minuto 76 en el partido frente a C. D. Cobresal. Luego el 7 de noviembre del 2010, Cámpora anotó el gol del empate en posición ilícita 2-2 durante el último minuto del clásico chileno ante la Universidad de Chile. Aunque Cámpora no jugó mucho es recordado por este gol, que fue cobrado debido a que el banderín se le cayó al juez de línea.

### Huracán
En 2011, llegó a préstamo por 18 meses al Club Atlético Huracán. Allí se consagró como goleador del Clausura 2011 con 11 goles, pero su equipo no pudo evitar el descenso a la Primera B Nacional. 
Durante el torneo de la Primera B Nacional 2011/12, fue el goleador del equipo al marcar 8 tantos.

### Racing Club
En julio del 2012 Cámpora arregló su desvinculación de Huracán y su inmediata incorporación a Racing Club, siendo el segundo refuerzo para la Temporada 2012-2013. Convirtió su primer gol en el 4-0 a San Lorenzo.

### All Boys
Llegó a All Boys luego de rescindir su contrato con la Academia. En la quinta fecha convirtió su primer gol en el empate 1-1 contra Vélez Sarsfield.

## Clubes
| Club                  | País      | Año           | PJ | Goles |
| --------------------- | --------- | ------------- | -- | ----- |
| Rosario Central       | Argentina | 1998-2001     | 16 | 2     |
| Centro Atlético Fénix | Uruguay   | 2001-2003     | 54 | 17    |
| Rosario Central       | Argentina | 2003-2004     | 29 | 8     |
| Deportes Concepción   | Chile     | Apertura 2005 | 20 | 7     |
| Tiro Federal          | Argentina | 2005-2006     | 36 | 18    |
| Cruz Azul             | México    | Apertura 2006 | 13 | 0     |
| Jaguares de Chiapas   | México    | 2007          | 36 | 13    |
| Club Puebla           | México    | Clausura 2008 | 14 | 4     |
| Jaguares B            | México    | Apertura 2008 | 3  | 3     |
| Aris Salónica         | Grecia    | 2009-2010     | 46 | 20    |
| Colo-Colo             | Chile     | Clausura 2010 | 15 | 6     |
| Huracán               | Argentina | 2011-2012     | 46 | 19    |
| Racing Club           | Argentina | 2012-2013     | 29 | 3     |
| All Boys              | Argentina | 2013-2014     | 33 | 3     |
| PAE Veria             | Grecia    | 2014-2015     | 32 | 7     |

## Palmarés

### Distinciones individuales
| Distinción                                        | Año    |
| ------------------------------------------------- | ------ |
| Máximo goleador de la Primera División (13 goles) | A-2005 |
| Máximo goleador de la Primera División (11 goles) | C-2011 |